# Эффективность коммуникаций
Эффективность коммуникаций — это степень соотнесения изначально поставленной цели конечному результату акта коммуникации.
Несколько расширяя данное определение, можно отметить, что эффективность коммуникации представляет собой также отношение результата, полученного от организации коммуникативной деятельности и затратами на его получение.
Сложное и многогранное понятие эффективности коммуникации охватывает широкий диапазон различных эффектов и аспектов, а потому исследуется не только с теоретической точки зрения, но и на практике (иными словами — для каждого конкретного уровня и вида осуществляемой коммуникации).

## Эффект коммуникации
Эффект коммуникации — это конечный результат осуществлённой коммуникации.
Мнения исследователей относительно того, какие эффекты коммуникации считать основными, разнятся. Так, М. А. Василик к числу эффектов коммуникации относит следующие:
- утилитарный
- эмоциональный
- удовлетворение познавательного интереса
- усиление позиции индивида
- эстетический эффект.

В. Б. Кашкин же среди важнейших эффектов коммуникации перечисляет такие как:
- изменение в знаниях получателя информации
- изменение установок (относительно устойчивых представлений индивида)
- изменение поведения получателя сообщения
  - голосование на выборах
  - покупка товара или услуги
  - выполнение рекомендаций вышестоящего начальника на работе или своевременный приход на работу.

Понятие эффекта коммуникации актуально для различных сфер осуществления коммуникаций.

### Эффект коммуникации в организации PR-мероприятий
Эффект коммуникации может быть рассмотрен и изучен не только на личностном уровне, но и на социально-групповом. Иностранные исследователи делят эффекты коммуникации при проведении PR-мероприятий на прямые и косвенные. К прямым эффектам принято относить:
- степень информированности СМИ (также до и после)
- суммарное число контактов с аудиторией
- сравнительная оценка восприятия компании и её продукции (до мероприятия и после него)
- запланированный и фактический объем выручки от благотворительной деятельности в ходе PR-мероприятия
- прирост выручки от прямой реализации продукции.

Среди косвенных эффектов наиболее значимы следующие:
- полное израсходование бюджета скидок, предоставлявшихся в рамках акции
- более стремительное продвижение других брендов предприятия
- рост продаваемости продукции предприятия (по сравнению с конкурентами и в сравнении с аналогами данного предприятия, а также в определенном секторе рынка)

## Оценка эффективности коммуникации
Оценка эффективности коммуникации — это важнейший фактор в управлении коммуникативными процессами. Она осуществляется на основе критериев и показателей эффективности коммуникации; в основе оценки эффективности коммуникации лежит отношение достигнутого результата коммуникации к изначально намеченной цели. Таким образом, напрашивается вывод, что она предполагает минимум два замера (с известным временным интервалом между ними) уровня показателей эффективности коммуникации.
В оценке эффективности на социально-групповом уровне важнейшую роль играет изменение общественного мнения в результате воздействия социальной информации.